# Pseudoclithria erythroptera
Pseudoclithria erythroptera är en skalbaggsart som beskrevs av Lea 1914. Pseudoclithria erythroptera ingår i släktet Pseudoclithria och familjen Cetoniidae. Inga underarter finns listade i Catalogue of Life.